# André Kiser
André Kiser (* 10. April 1958 in Sarnen) ist ein ehemaliger Schweizer Bobfahrer.

## Leben
André Kiser wuchs im Ramersberg ob Sarnen auf, absolvierte 1978 an der Kantonsschule Obwalden die Matura und studierte anschliessend an der Universität Bern. Er unterrichtete ab 1981 als Turnlehrer in Sarnen und ist seit März 2008 Leiter der Abteilung Sport im Bildungs- und Kulturdepartement des Kantons Obwalden.

## Karriere
Der Turn- und Sportlehrer vom Zürcher Bobclub begann seine Karriere als Anschieber von Erich Schärer. Bei den Schweizer Meisterschaften belegte Kiser mit dem von Schärer gesteuerten Zweierbob 1985 den zweiten Platz, 1986 waren sie Dritte im Zweierbob und im Viererbob. Bei der Europameisterschaft 1986 in Igls sass Kiser im Viererbob von Hans Hiltebrand. Hiltebrand steuerte den Bob in der Besetzung Hiltebrand, Kurt Meier, Erwin Fassbind und André Kiser zum Europameistertitel. Bei der Bob-Weltmeisterschaft 1986 auf der Bahn am Königssee trat der Schweizer Viererbob mit Erich Schärer als Pilot an und gewann den Titel. Meier, Fassbind und Kiser waren mit zwei verschiedenen Piloten zu zwei Titeln im gleichen Jahr gefahren.
1987 trat Kiser mit Hiltebrand an. Hinter ihren Landsleuten Ralph Pichler und Celeste Poltera gewannen Hiltebrand und Kiser die Silbermedaille im Zweierbob bei der Weltmeisterschaft in St. Moritz. Der Viererbob mit Hiltebrand, Urs Fehlmann, Fassbind und Kiser gewann in St. Moritz den Titel. Bei den Olympischen Spielen 1988 belegten Hiltebrand und Kiser den sechsten Platz im Zweierbob. Hiltebrand, Fehlmann, Fassbind und Kiser kamen mit dem Viererbob auf den neunten Platz.